# Giovanni Guarini
Giovanni Guarini (Forlì, 6 luglio 1826 – Forlì, 7 novembre 1889) è stato un politico italiano.

## Biografia
Fu senatore del Regno d'Italia nella XV legislatura.
Appartenente alla destra che si opponeva ad Agostino Depretis, fu incaricato di tenere, in Senato, il discorso commemorativo per la morte di Quintino Sella (1884).